# Elisabeth Flühmann
Elisabeth Flühmann (Saxeten, 3 januari 1851 - Aarau, 13 maart 1929) was een Zwitserse onderwijzeres en feministe.

## Biografie
Elisabeth Flühmann was een dochter van Johannes Flühmann, een landbouwer en wapensmid. Na haar schooltijd in Bern verhuisde ze met haar ouders naar de Verenigde Staten.
Na haar terugkeer naar Zwitserland behaalde ze een lerarendiploma. Nadat ze vier jaar in de praktijk aan de slag was geweest in Wengen en bijkomend had gestudeerd in Zürich en Bern, behaalde ze een lerarendiploma voor het secundair onderwijs en onderwees ze godsdienst, Duits en pedagogie. Ze gaf ook les in lerarenopleidingen, aanvankelijk in Macedonië en later van 1880 tot 1915 in Aarau.
In 1890 richtte ze de Verein Aargauischer Lehrerinnen op en stond ze mee aan de wieg van een tehuis voor oude leraressen in Bern. In 1919 bracht ze een essai uit over het vrouwenstemrecht in Zwitserland en richtte ze het Verband für Frauenbildung und Frauenfragen op, dat in 1921 zou opgaan in de Aargauer Frauenzentrale.

## Werken
- (de)  Ein Gang durch die Geschichte Europas seit dem Wienerkongress: eine Reihe von Vorträgen, gehalten 1915/16 in Aarau, Olten und Basel, 1917.
- (de)  Von den Dingen, die zum Weltkrieg führten: Nach heutiger Kenntnis übersichtl. zusammengefasste Darstellung, 1918.
- (de)  Zur Frauenstimmrechtsfrage: Vortrag in geschichtlicher Betrachtungsweise, 1919.